# Karl Lamberg
Karl Lamberg, auch Carl Lamberg, Karl Graf Lamberg, Carl Reichsgraf von Lamberg oder Carl Raimund Graf von Lamberg (* 9. Juni 1840 in Krems; † 3. Januar 1931 in Pöllau) war Großgrundbesitzer und Abgeordneter zum Österreichischen Abgeordnetenhaus.

## Leben
Karl Lamberg war Sohn des Kreishauptmanns und Herrschaftsbesitzers Anton Graf Lamberg († 1869). Ab 1856 besuchte er ein Gymnasium in Graz, war danach kurz im Militärdienst (1862 Unterleutnant), wurde aber schon 1864 außer Dienst gestellt. Ab 1883 war er Besitzer der Güter Pöllau und Feistritz in der Gemeinde Ilz (siehe Schloss Feistritz).
Es wurde ihm die erbliche Reichsratswürde verliehen. Weiters war er Wirklicher Geheimer Rat.
Karl Lamberg war von 1896 bis 1918 Mitglied im steiermärkischen Landtag (VIII., IX. und X. Wahlperiode).
Er war römisch-katholisch und ab 1864 verheiratet mit Anna Elisabeth Gräfin Festetics von Tolna († 1909), mit der er zwei Töchter und einen Sohn hatte. Er war der Bruder von Hugo Graf Lamberg.

## Politische Funktionen
Karl Lamberg war vom 17. November 1903 bis zum 30. Januar 1907 Abgeordneter des Abgeordnetenhauses im Reichsrat (X. Legislaturperiode) und vertrat dort für das Kronland Steiermark die Kurie Großgrundbesitz. Er war Nachfolger des verstorbenen Rudolf Adam von Hackelberg-Landau.
Ab dem 19. Mai 1917 war er erbliches Mitglied des Herrenhauses und gehörte dort der Verfassungspartei an. 

## Klubmitgliedschaften
Karl Lamberg war Mitglied in der Vereinigung der verfassungstreuen Großgrundbesitzer.